# Анджар (Индия)
Анджар (англ. Anjar, хинди अंजार, гудж. નલિયા) —город в западной части Индии, в штате Гуджарат, на территории округа Кач. Административный центр талуки Анджар.

## География
Город находится в северо-западной части Гуджарата, на полуострове Кач, на левом берегу реки Санг, на высоте 72 метров над уровнем моря.
Анджар расположен на расстоянии приблизительно 262 километров к западу от Гандинагара, административного центра штата и на расстоянии 937 километров к юго-западу от Нью-Дели, столицы страны.

## История
25 декабря 1815 г. Анджар был захвачен контингентами Британской Ост-Индской компании, под командованием полковника Иста (East).
В 1950 г. Анджар вместе с регионом Кач был официально присоединён к Индийской республике.

## Климат
Климат характеризуется как аридный жаркий (BWh в классификации климатов Кёппена). Среднегодовая температура воздуха составляет 26,6 °C. Средняя температура самого холодного месяца (января) составляет 18 °С, самого жаркого месяца (мая) — 32,4 °С. Расчётная многолетняя норма осадков — 368 мм. В течение года количество осадков распределено неравномерно, основная их масса выпадает в период с июня по октябрь. Наибольшее количество осадков выпадает в июле (185 мм).

## Демография
По данным официальной переписи 2011 года, население составляло 87 183 человека, из которых мужчины составляли 51,8 %, женщины — соответственно 48,2 %. Дети в возрасте до 6 лет составляли 13,4 %. Уровень грамотности населения составлял 69,7 %. Насчитывалось 18 906 домохозяйств.

Динамика численности населения города по годам:
| 1991   | 2001   | 2011   |
| ------ | ------ | ------ |
| 51 209 | 68 343 | 87 183 |

## Транспорт
Сообщение Анджара с другими городами осуществляется посредством железнодорожного и автомобильного транспорта.
К востоку от города расположен аэропорт.